# Amphoe Mae Ai

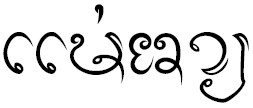
„Mae Ai“ in Lan-Na-Schrift

Amphoe Mae Ai (thailändisch อำเภอ แม่อาย) ist ein Landkreis (Amphoe – Verwaltungs-Distrikt) im äußersten Nordosten der Provinz Chiang Mai. Die Provinz Chiang Mai liegt in der Nordregion von Thailand.

## Geographie

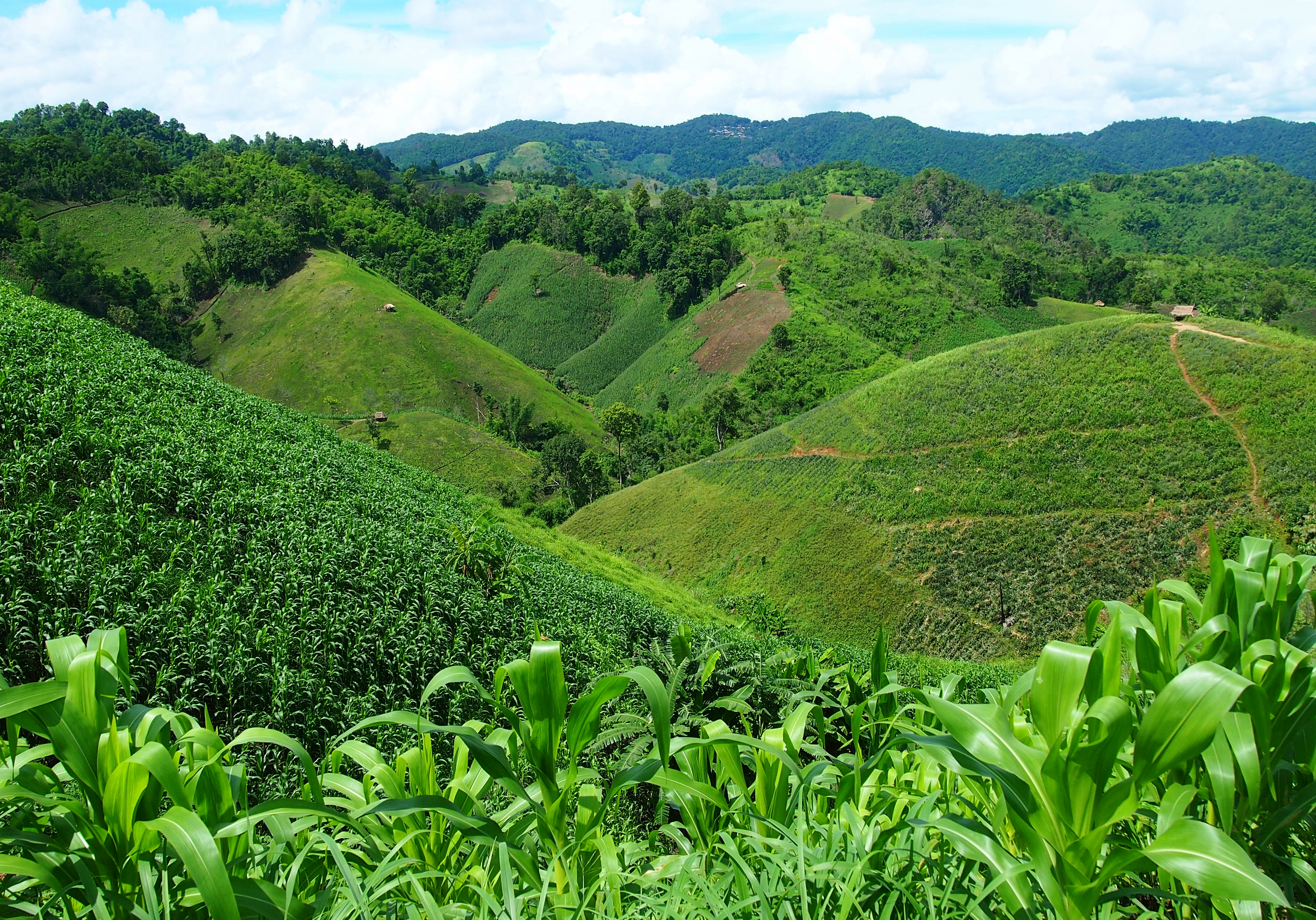
Landschaft in Amphoe Mae Ai

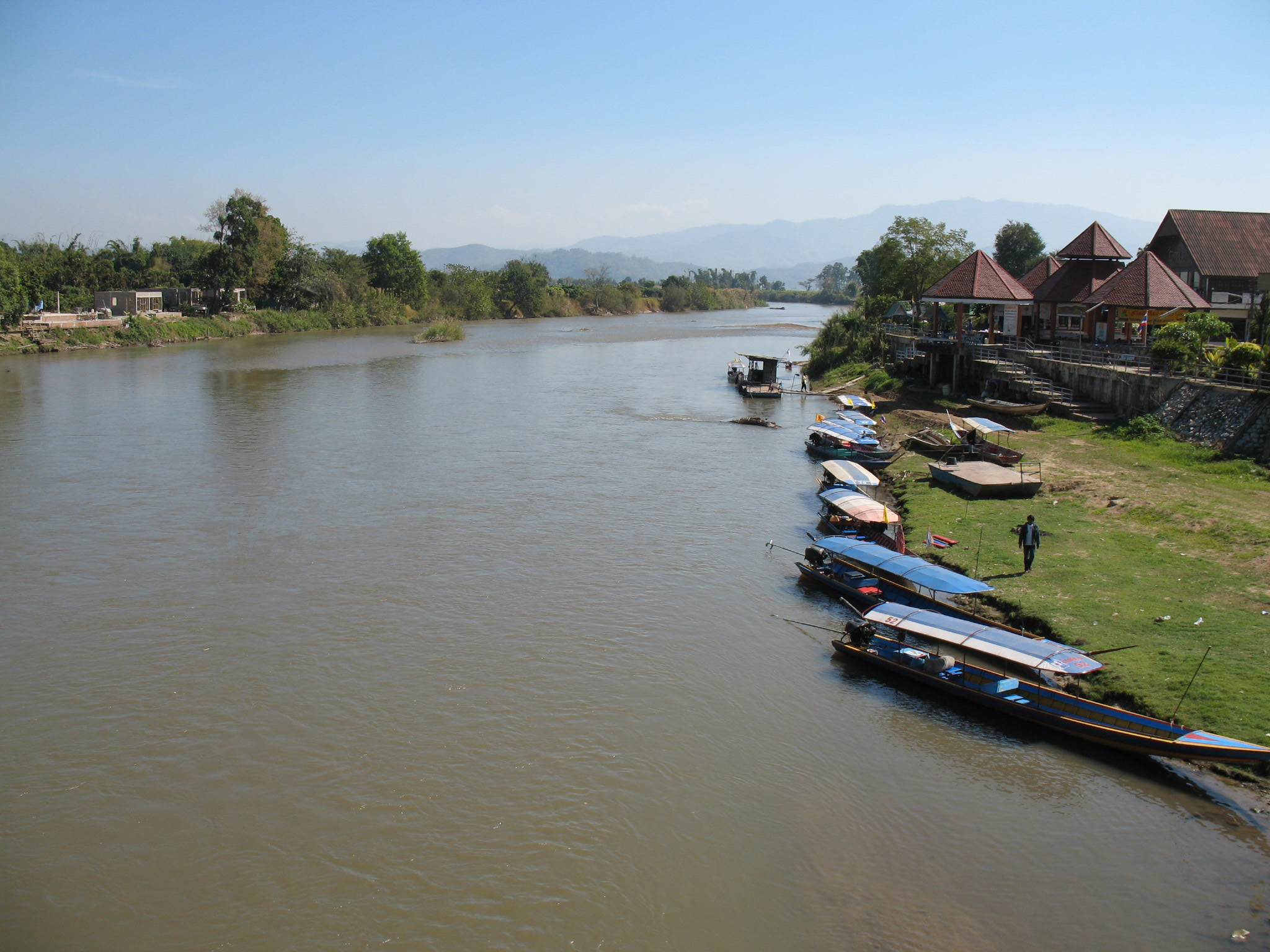
Der Maenam Kok im Amphoe Mae Ai

Benachbarte Landkreise (von Südwesten im Uhrzeigersinn): der Kreis Fang der Provinz Chiang Mai, der Shan-Staat von Myanmar und die Amphoe Mae Fa Luang, Mueang Chiang Rai und Mae Suai der Provinz Chiang Rai.
Ein wichtiger Fluss des Landkreises ist der Maenam Kok (Kok-Fluss), der hier von Myanmar kommend weiter nach Chiang Rai fließt.

## Geschichte
Mae Ai wurde am 15. August 1967 als „Zweigkreis“ (King Amphoe) gegründet, bestehend aus den drei Tambon Mae Ai, Mae Sao und Mae Na Wang, die von der Amphoe Fang abgespalten wurden.
Am 28. Juni 1973 erhielt Mae Ai den vollen Amphoe-Status.

## Verwaltung

### Provinzverwaltung
Der Landkreis Mae Ai ist in sieben Tambon („Unterbezirke“ oder „Gemeinden“) eingeteilt, die sich weiter in 99 Muban („Dörfer“) unterteilen.
| Nr. | Name        | Thai    | Muban | Einw.  |
| --- | ----------- | ------- | ----- | ------ |
| 01. | Mae Ai      | แม่อาย   | 19    | 09.533 |
| 02. | Mae Sao     | แม่สาว   | 16    | 11.984 |
| 03. | San Ton Mue | สันต้นหมื้อ | 12    | 06.365 |
| 04. | Mae Na Wang | แม่นาวาง | 17    | 14.162 |
| 05. | Tha Ton     | ท่าตอน   | 15    | 19.759 |
| 06. | Ban Luang   | บ้านหลวง | 10    | 07.156 |
| 07. | Malika      | มะลิกา   | 10    | 04.284 |

### Lokalverwaltung
Es gibt eine Kommune mit „Kleinstadt“-Status (Thesaban Tambon) im Landkreis:
- Mae Ai (Thai: เทศบาลตำบลแม่อาย) bestehend aus den Teilen der Tambon Mae Ai, Malika.

Außerdem gibt es sechs „Tambon-Verwaltungsorganisationen“ (องค์การบริหารส่วนตำบล – Tambon Administrative Organizations, TAO)
- Doi Lang (Thai: องค์การบริหารส่วนตำบลดอยลาง) bestehend aus den Teilen der Tambon Mae Ai, Malika.
- Mae Sao (Thai: องค์การบริหารส่วนตำบลแม่สาว) bestehend aus dem kompletten Tambon Mae Sao.
- San Ton Mue (Thai: องค์การบริหารส่วนตำบลสันต้นหมื้อ) bestehend aus dem kompletten Tambon San Ton Mue.
- Mae Na Wang (Thai: องค์การบริหารส่วนตำบลแม่นาวาง) bestehend aus dem kompletten Tambon Mae Na Wang.
- Tha Ton (Thai: องค์การบริหารส่วนตำบลท่าตอน) bestehend aus dem kompletten Tambon Tha Ton.
- Ban Luang (Thai: องค์การบริหารส่วนตำบลบ้านหลวง) bestehend aus dem kompletten Tambon Ban Luang.